# Сория, Сиксто
Си́ксто Сори́я Сави́гне (исп. Sixto Soria Savigne; 27 апреля 1954) — кубинский боксёр полутяжёлой весовой категории, выступал за сборную Кубы во второй половине 1970-х годов. Серебряный призёр летних Олимпийских игр в Монреале, чемпион мира, чемпион Центральной Америки и Карибского бассейна, победитель многих международных турниров и национальных первенств.

## Биография
Сиксто Сория родился 27 апреля 1954 года. Активно заниматься боксом начал уже в раннем детстве, затем продолжил подготовку во время службы в армии. Первого серьёзного успеха на ринге добился в 1975 году, когда в полутяжёлом весе занял первое место на чемпионате Кубы и третье на турнире «Хиральдо Кордоба Кардин» — с этого момента стал попадать в основной состав национальной сборной. Благодаря череде удачных выступлений удостоился права защищать честь страны на летних Олимпийских играх 1976 года в Монреале, сумел дойти здесь до финала, но в решающем матче досрочно проиграл американцу Леону Спинксу, будущему чемпиону мира среди профессионалов.
Получив серебряную олимпийскую медаль, Сория продолжил выходить на ринг в составе сборной Кубы, принимая участие в крупнейших международных турнирах. Так, в 1977 году он одержал победу на чемпионате Центральной Америки и Карибского бассейна в Панама-Сити, а ещё через год завоевал золотую медаль на чемпионате мира в Белграде, в финале взяв верх над крепким югославским боксёром Тадия Качаром. Тем не менее, следующий 1979 год получился для Сории неудачным, он проиграл национальное первенство и не сумел попасть в число призёров на Панамериканских играх в Сан-Хуане (в четвертьфинале проиграл американцу Тони Такеру). Из-за этих поражений был исключён из сборной и таким образом вынужден был завершить карьеру спортсмена. Покинув ринг, работал таксистом.